# 安冨歩
安冨 歩（やすとみ あゆむ、1963年（昭和38年）3月22日 - ）は、日本の経済学者。博士（経済学）（京都大学・論文博士・1997年）。東京大学名誉教授。

## 概要
大阪府大阪市生まれ、堺市育ち。大阪府立三国丘高等学校卒業。1986年、京都大学経済学部卒業。大学時代は本山美彦ゼミに在籍した。住友銀行勤務。1991年、京都大学大学院経済学研究科修士課程修了。
満州国の経済史を専門として金融を通じた側面 について研究し、その成果が日経・経済図書文化賞を受賞するなど、元来は経済史の専門家である。深尾葉子大阪大学准教授との共同研究も多く、中国語にも堪能である。
歴史家としての顔をもつと同時に、著書である『貨幣の複雑性』のように複雑系シミュレーションを経済活動に応用した研究も同時に行い、ロンドン・スクール・オブ・エコノミクス留学時代には森嶋通夫にも師事し、ノイマン経済成長モデルについての研究を生態系や複雑系科学への応用も試み、理論経済学者としての成果も多数有する。さらに、物理学の査読付き国際誌への英文論文もある。
マイケル・ポランニーの暗黙知について既存解釈の誤りを指摘したり、ドラッカーと論語との関係性について分析するといったように、文系・理系の垣根に捕らわれず、数理シミュレーション、複雑系科学、社会思想、経済史、論語研究、親鸞研究等と幅広い業績を残している。さまざまな分野を横断的に研究する「社会生態学」にも関心を抱く。
乗馬が趣味だった安冨は、滑川町の牧場と景色に惹かれ、2017年7月に東京都から東松山市に移り住んだ。
2018年春、片岡祐介と共に「純セレブスピーカー」を開発した。
東松山市の市民から「無投票を避けたいから」との理由により、2018年7月8日投開票の東松山市長選挙への出馬要請を受ける。同年6月21日、滑川町の牧場で記者会見し、「子供たちを守り、緑豊かな懐かしい景観を取り戻すことで未来をひらきたい」と述べ、市長選に立候補する意向を表明した。7月8日、現職の森田光一に敗れ落選。
※当日有権者数：74,264人 最終投票率：35.98%（前回比：−11.58pts）
| 候補者名 | 年齢 | 所属党派 | 新旧別 | 得票数   | 得票率 | 推薦・支持                 |
| -------- | ---- | -------- | ------ | -------- | ------ | -------------------------- |
| 森田光一 | 65   | 無所属   | 現     | 19,094票 | 72.74% | （推薦）自由民主党・公明党 |
| 安冨歩   | 55   | 無所属   | 新     | 7,154票  | 27.26% |                            |

2019年7月、第25回参議院議員通常選挙の比例区にれいわ新選組から立候補するも、落選。
同年10月28日、参院選に出馬したれいわ新選組の10名の候補者の戦いを、安冨をメインに描いたドキュメント映画『れいわ一揆』が東京国際映画祭に参加、オープニングのレッドカーペットに安冨らが登場、11月2日にはワールドプレミアで初上映される（監督は「ゆきゆきて、神軍」で知られる原一男）。
2020年、『れいわ一揆』が1月にロッテルダム国際映画祭、2月にニューヨーク近代美術館（MoMA）で上映。4月17日から全国で順次公開予定だったが、新型コロナウイルス感染拡大の影響を受け公開延期、9月11日から全国公開。9月18日から韓国のDMZ国際ドキュメンタリー映画祭で上映。『れいわ一揆』は2021年、第75回毎日映画コンクールドキュメンタリー映画賞を受賞した。
2023年末をもって東京大学を退職したあと、2024年6月に東京大学名誉教授となった。

## 職歴等
- 1991年 - 京都大学人文科学研究所助手
- 1996年 - Visiting Research Associate, London School of Economics and Political Science, the University of London. （1997年まで）
- 1997年 - 博士（経済学）（京都大学）[2]
- 1997年 - (博士論文)で第40回日経・経済図書文化賞を受賞[36][37]
- 1997年 - 名古屋大学情報文化学部助教授
- 2000年 - 東京大学大学院総合文化研究科助教授
- 2003年 - 東京大学情報学環助教授
- 2007年 - 東京大学東洋文化研究所准教授
- 2009年 - 東京大学東洋文化研究所教授
- 2023年12月 - 東京大学 退職
- 2024年 - 東京大学名誉教授

## エピソード
- 2013年より女性装して過ごしており、テレビ出演もしている。2014年より完全に女性装に切り替え、講演等に臨んでいる[38][39][40]。
- 死刑廃止を主張している[41]。
- 大阪大学大学院教授の深尾葉子とは、共に支配的な母親に悩まされた同志として、また共同研究者として一時同居していた[42]。
- YouTube「一月万冊」チャンネルのコンテンツ『日本は統一教会 に支配されていた?   安倍晋三襲撃事件の謎。なぜ警備は甘かったのか?   警察庁長官はアベ友 の中村。日本をウラから支配するのは統一教会と自民党カルトなのか?』(2022年7月13日)に出演。同番組において、“滝本太郎弁護士及び「女性スペースを守る会」は統一教会絡みである”と思わせる発言をした安冨氏は訴えられ、敗訴。名誉毀損にあたり、30万円の賠償が確定した。(東京地裁令和4年ワ第254157号)

## 著書・主要研究業績等

### 博士論文
- 安冨歩「「満州国」の金融」京都大学 博士論文 (経済学)、乙第9407号、1997年、doi:10.11501/3120365、NAID 500000141242。
  - 『「満洲国」の金融』創文社、1997年。ISBN 978-4423850831。

### 著書
- 『貨幣の複雑性―生成と崩壊の理論』創文社、2000年11月1日。ISBN 978-4423851012。[43]
- 『複雑さを生きる―やわらかな制御』岩波書店〈フォーラム共通知をひらく〉、2006年2月22日。ISBN 978-4000263504。
- 『生きるための経済学』NHK出版〈NHKブックス〉、2008年。ISBN 978-4140911075。
- 『経済学の船出～創発の海へ～』NTT出版、2010年。ISBN 978-4757122673。
- 『生きる技法』青灯社、2011年。ISBN 978-4862280558。
- 『原発危機と「東大話法」〜傍観者の論理・欺瞞の言語〜』明石書店、2012年1月7日。ISBN 978-4750335162。
- 『生きるための論語』ちくま新書、2012年4月1日。ISBN 978-4480066589。
- 『幻影からの脱出〜原発危機と東大話法を越えて〜』明石書店、2012年7月19日。ISBN 978-4750336404。
- 『もう「東大話法」にはだまされない?「立場主義」エリートの欺瞞を見抜く?』講談社、2012年9月21日。ISBN 978-4062727747。
- 『超訳 論語』ディスカヴァー・トゥエンティワン、2012年12月14日。ISBN 978-4799312612。
  - 『超訳論語 革命の言葉 エッセンシャル版』ディスカヴァー・トゥエンティワン、2016年10月22日。ISBN 978-4799319949。（2012年12月刊行の『超訳 論語』より170の言葉を厳選、抜粋し、文庫エッセンシャル版として再編集）
- 『合理的な神秘主義～生きるための思想史』青灯社〈叢書「魂の脱植民地化」3〉、2013年4月24日。ISBN 978-4862280640。
- 『「学歴エリート」は暴走する 「東大話法」が蝕む日本人の魂』講談社+α新書、2013年6月21日。ISBN 978-4062728034。
- 『ジャパン・イズ・バック―安倍政権にみる近代日本「立場主義」の矛盾』明石書店、2014年2月28日。ISBN 978-4750339696。
- 『ドラッカーと論語』東洋経済新報社、2014年6月20日。ISBN 978-4492045381。
- 『誰が星の王子さまを殺したのか―モラル・ハラスメントの罠』明石書店、2014年8月29日。ISBN 978-4750340456。
- 『満洲暴走 隠された構造―大豆・満鉄・総力戦』角川学芸出版、2015年6月18日。ISBN 978-4046534354。
- 『ありのままの私』ぴあ、2015年7月30日。ISBN 978-4835628417。
- 『マイケル・ジャクソンの思想』アルテスパブリッシング、2016年4月22日。ISBN 978-4865591385。
- 『あなたが生きづらいのは「自己嫌悪」のせいである。ー他人に支配されず、自由に生きる技術』大和出版、2016年8月9日。ISBN 978-4804762692。
- 『老子の教え あるがままに生きる』ディスカヴァー・トゥエンティワン、2017年6月10日。ISBN 978-4799321157。
  - 『老子の教え エッセンシャル版』ディスカヴァー・トゥエンティワン、2018年12月27日。ISBN 978-4799324097。（2017年6月刊行の『老子の教え あるがままに生きる』を文庫エッセンシャル版として再編集）

### 共著・共編著
- （永島勝介共著）『関東軍参謀部作成総動員関係調査資料 (十五年戦争極秘資料集)』不二出版、2000年1月25日。ISBN 978-4835010434。
- （本條晴一郎共著）『ハラスメントは連鎖する―「しつけ」「教育」という呪縛』光文社新書、2007年4月17日。ISBN 978-4334033996。
- （深尾葉子共編）『「満洲」の成立―森林の消尽と近代空間の形成』名古屋大学出版会、2009年11月10日。ISBN 978-4815806231。
- （深尾葉子・朱序弼共著）（日本語＋中国語）『黄土高原・緑を紡ぎだす人々 「緑聖」朱序弼をめぐる動きと語り』（石田慎介・唐明艶訳）、東京大学東洋文化研究所〈東洋文化研究所叢刊〉、2010年8月24日。ISBN 978-4894891593。
- （本多雅人共著）『今を生きる親鸞』樹心社、2011年12月1日。ISBN 978-4434162435。
- （本多雅人、佐野明弘共著）『親鸞ルネサンス―他力による自立』明石書店、2013年5月22日。ISBN 978-4750338163。
- （長谷川羽衣子、小出裕章、中島哲演共著）『原発ゼロをあきらめない 反原発という生き方』明石書店、2013年7月19日。ISBN 978-4750338521。
- （遠藤誉、深尾葉子共著）『香港バリケード 若者はなぜ立ち上がったのか』明石書店、2015年3月12日。ISBN 978-4750341484。
- （大竹真一ほか共著）『どうして高校生が数学を学ばなければならないの?』大阪大学出版会、2017年7月19日。ISBN 978-4872595543。
- （樹木希林、荒木飛呂彦、西原理恵子ほか共著）『学校に行きたくない君へ』ポプラ社、2018年8月3日。ISBN 978-4591159668。「安冨歩 東大生も不登校生も悩みの根は同じ」[44][45]

### 関連書
- 細川貂々『そして〈彼〉は〈彼女〉になった―安冨教授と困った仲間たち』集英社インターナショナル、2016年10月26日。ISBN 978-4797673357。

### 翻訳
- 森嶋通夫『新しい一般均衡理論』創文社、1994年8月1日。ISBN 978-4423850763。
- 森嶋通夫『森嶋通夫著作集3 経済成長の理論』（武藤功・西部忠・遠藤正寛との共訳）、岩波書店、2005年3月30日。ISBN 978-4000925938。
- 森嶋通夫『森嶋通夫著作集4 資本と信用』岩波書店、2004年9月29日。ISBN 978-4000925945。

### エッセイ等
- 他力に生きる-東大話法を超えて-
- 均衡概念の危険性について 池田信夫との往復書簡(1)
- 均衡概念の危険性について(2) 池田信夫との往復書簡(2)
- 松尾匡氏との往復書簡
- 孔子とドラッカー、意外な共通項

### れいわ新選組関連

#### 書籍（掲載）
- 「れいわ現象」の正体 （2019/12/11、ISBN 978-4591164891）ポプラ社 著：牧内昇平
  - [特別収録] 安冨歩氏インタビュー[46]
- #あなたを幸せにしたいんだ 山本太郎とれいわ新選組（2019/12/13、ISBN 978-4087808940）集英社 著：山本太郎
  - 安冨歩 ベストスピーチ・インタビュー「子どもを守るというのは、わたしのような人間をつくらないっていうことです」
- れいわ一揆 製作ノート（ 2020/8/31[47]、ISBN 978-4774407265）皓星社 著：原一男＋風狂映画舎
  - れいわ新選組 オリジナルメンバーインタビュー（やすとみ歩）

## メディア出演
- サンデーモーニング（TBS、2014年7月27日）[48]
- アウト×デラックス（フジテレビジョン、2014年10月23日）[49]
- ビートたけしのTVタックル（テレビ朝日、2015年2月9日）[50]
- 行列のできる法律相談所（日本テレビ、2015年3月1日）
- 私の何がイケないの？（TBS、2015年5月25日）[51]
- ザ・インタビュー ～トップランナーの肖像～（BS朝日、2017年7月2日）[52][53]
- アウト×デラックス（フジテレビジョン、2018年5月24日）[54]
- 23時開店!女の談話室 スナックHKB23（BS-TBS、2018年8月10日 ）

## 影響を受けた人物
- 本山美彦
- 山本有造
- 森嶋通夫
- グレゴリー・ベイトソン

### 公式サイト
- やすとみ歩
  - ブログ
  - メディア掲載情報
- 安冨歩 (@anmintei) - X（旧Twitter）
- Ayumi Yasutomi (@anmintei) - Instagram
- 安冨歩やすとみあゆみ - YouTubeチャンネル
- マイケル・ジャクソンの思想（ブログ）
- マイケル・ジャクソンの思想（と私が解釈するもの）（旧ブログ）

#### その他
- 安冨歩 | IWJ Independent Web Journal
- 丑三ツ大学 - University of Ox3rd － Youtubeによる公開講義の配信
- 純セレブ騎士団がゆく (JunCeleb) - Facebook
- 純セレブスピーカー 純セレブ堂 | 安冨歩・片岡祐介 開発 ?道（タオ）の思想に基づく非線形スピーカー
  - 純セレブ堂 (@PurecelebSound) - X（旧Twitter） 独自の音響理論に基づいた「純セレブスピーカー」を製作、販売

#### 研究者として
- 東京大学東洋文化研究所研究者紹介ページ
- 安冨歩 - KAKEN 科学研究費助成事業データベース
- 論文一覧（KAKEN、CiNii）
- 日本の研究.com:153687

### れいわ一揆
- 映画「れいわ一揆 REIWA UPRISING」公式サイト
- 映画『れいわ一揆』（原一男監督作品） (@reiwa_ikki) - X（旧Twitter）
- 映画『れいわ一揆』 (reiwa.ikki) - Facebook